# Hermann Räder
Hermann Räder (* 6. Juli 1917 in Nürnberg; † 1980 oder 1984 in Weimar) war ein deutscher Architekt und Hochschullehrer.

## Leben und Werk
Er war der Sohn eines Beamten. Nach dem Schulabschluss studierte er in Stuttgart und München Architektur und erlangte den akademischen Grad Diplom-Ingenieur. 1949 wurde er Dozent an der Hochschule für Baukunst und Bildende Künste Weimar. 1951 erhielt er dort eine Professur mit vollem Lehrauftrag und ab 1953 mit Lehrstuhl. 1957/1958 lehrte er als Gastdozent in Shanghai. Er war an der „sozialistischen Umgestaltung“ mehrerer Städte der DDR beteiligt.
Räder war verheiratet mit Annemarie Markau (* 1916-†1977), einer Tochter des Malers Franz Markau.

## Schriften (Auswahl)
- (mit anderen Autoren): 1. Kolloquium für Städtebau an der Hochschule für Architektur und Bauwesen Weimar. Weimar 1960.
- Zur sozialistischen Umgestaltung unserer Städte. In: Wissenschaftliche Zeitschrift der Hochschule für Architektur und Bauwesen Weimar, 9. Jahrgang 1962, S. 341–361.
- Stadtform und natürliche Komponenten. In: Wissenschaftliche Zeitschrift der Hochschule für Architektur und Bauwesen Weimar, 13. Jahrgang 1966, H. 3, S. 391–396.
- Städtebauliche Konzeption zur Umgestaltung der Innenstadt Cottbus. 1970.
- Zur Rekonstruktion der Stadtzentren. Weimar [1981].